# الدبلوماسية العامة في إسرائيل

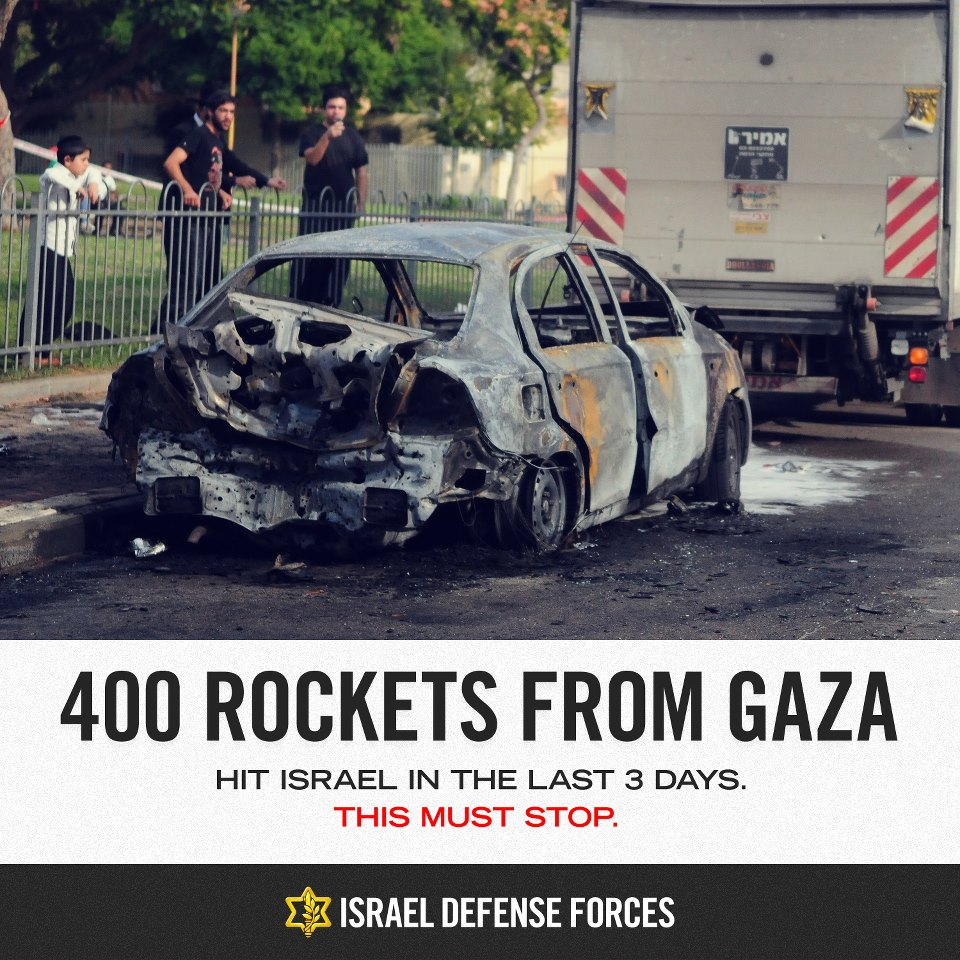

الدبلوماسية العامة في إسرائيل أو هَسْبَرَة أو هاسبارا ((بالعبرية: הַסְבָּרָה) «الشرح والتفسير») يشير إلى جهود العلاقات العامة لنشر المعلومات الإيجابية في الخارج أو الدعاية عن دولة إسرائيل وأفعالها.
هاسبارا هي كلمة عبرية تعني «الشرح» أو «التوضيح» وفي الحقيقة يستخدم من قبل الحكومة الإسرائيلية ومؤيديها لوصف المجهودات التي تقوم بها دولة إسرائيل وأنصارها لتوضيح وجهة نظر الحكومة الإسرائيلية وتعزيز إسرائيل في مواجهة الصحافة السلبية ومواجهة ما تعتبره نزع الشرعية عن إسرائيل في جميع أنحاء العالم ولشرح سياساتها وتبرير أفعالها والدعاية لإسرائيل على وجه العموم. هسبارا يعني «تفسير»، وأيضا كناية عن الدعاية أو البروباغاندا.